# Аеродром Женева
Међународни аеродром Женева (фр. Aéroport international de Genève, : , :) је међународни аеродром града Женеве у истоименом кантону, смештен у приградским општинама Мерен, Ле Гран-Саконекс и Белви, а 4 km северозападно од средишта града. У близини аеродрома се налази граница Швајцарске са Француском.
Аеродром Женева је после аеродрома Цириха, по броју путника, други по величини аеродром у Швајцарској. Овоме нарочито доприноси то што је град седиште многих светских организација. 2018. године кроз аеродром је прошло више од 17,5 милиона путника.
Авио-превозник који има седиште на женевском аеродрому је „Изиџет Швајцарска”, а аеродром је авио-чвориште и за највећег швајцарског превозника „Свисер”.

## Редовне линије
Следеће редовне путничке авио-компаније користе аеродром Женева (децембар 2007):
- Аерофлот (Москва-Шереметјево)
- Ајделвеис ер (Кос, Лас Палма, Приштина, Тенерифе, Хургада, Шарм ел Шеих)
- Алиталија (Милано-Малпенса, Рим-Фиумичино)
- Атлас Блу (Маракеч)
- Африка ервејз (Триполи)
- Блу ајландс (Гернзи, Џерси)
- бми
  - бмибејби (Бирмингем, Кардиф, Манчестер, Нотингем)
- Брисел ерлајнс (Брисел)
- Бритиш ервејз (Лондон-Хитроу, Лондон-Гетвик)
- Дарвин ерлајнс (Каглиари [сезонски], Дубровник, Лугано, Олбиа [сезонски])
- ЕгиптЕр (Каиро, Хургада, Шарм Ел Шеик)
- Ел Ал (Тел Авив)
- Ер Алжир (Алжир, Константин, Оран)
- Ер Лингус (Белфаст, Даблин)
- Ер Малта (Катаниа, Малта)
- Ер Маурицијус (Порт Луис)
- Ер Франс (Ажаксио, Бијариц, Бордо, Калви, Клермон Феран, Нонт, Парис-Шарл де Гол, Тулуз)
  - Ситиџет (Лондон-Сити)
- Итихад ервејз (Абу Даби)
- Иберија ерлајнс (Мадрид)
- Изиџет (Алисанте, Амстердам, Барселона, Белфаст, Берлин-Шенефелд, Бирмингем, Бордо, Бристел, Брисел, Будимпешта, Борнмуф, Глазгов, Единбург, Ибица, Каглиари, Лас Палмас, Ливерпул, Лисабон, Лондон-Гетвик, Лондон-Лутон, Лондон-Стенстед, Мадрид, Малага, Маракеч, Ница, Нотингем, Њукасл, Палма де Мајорка, Парис-Орли, Порто, Рим-Чампино)
  - изиЏет Швајцарска (Брисел, Праг)
- Иран ер (Техеран-Имам Хомеини)
- КЛМ (Амстердам)
- Катар ервејз (Доха, Њуарк)
- Кликер (Барселона)
- Континентал ерлајнс (Њуарк)
- Кувајт ервејз (Кувајт, Париз-Шарл де Гол)
- ЛОТ Полиш ерлајнс (Варшава)
- Луксер (Луксембург)
- Луфтханза (Франкфурт)
  - Луфтханза Риџенал - летове обавља Аугсбург ервејз (Минхен)
  - Луфтханза Риџенал - летове обавља Ер Доломити (Минхен)
  - Луфтханза Риџенал - летове обавља Јуровингс (Диселдорф)
  - Луфтханза Риџенал - летове обавља Луфтханса СитиЛајн (Диселдорф, Минхен, Хамбург)
- Малев (Будимпешта)
- Мидл Ист ерлајнс (Бејрут)
- Норвешки ер шатл (Осло)
- Олимпик ерлајнс (Атина)
- Остријан ерлајнс (Беч)
- Ројал ер Марок (Касабланка)
- Ројал Ђорданија (Аман)
- Росија (Санкт Петербург)
- Сауди Арабијан ерлајнс (Једах, Манчестер, Риад)
- Свис интернашонал ер лајнс (Атина, Барселона, Букурешт-Отопени [од априла 2008.], Варшава [од априла 2008.], Москва-Домодедово, Њујорк-ЏФК, Праг, Рим-Фиумичино [од априла 2008.], Чикаго [од априла 2008.], Цирих)
  - Свис јуропијан ерлајнс (Валенција, Лондон-Сити, Малага, Манчестер, Праг, Цирих)
- Скандинејвијан ерлајнс систем (Копенхаген, Стокхолм-Арланда)
- Стерлинг ерлајнс (Копенхаген)
- ТАП Португал (Лисабон, Порто)
- Томсонфлај (Шефилд)
- Тунисер (Ђерба, Монастир, Тунис)
- Теркиш ерлајнс (Истанбул-Ататурк)
- Финер (Хелсинки)
- Флајбабу (Биариц, Валенсија, Венеција, Ибиза, Лугано, Марсељ, Напуљ, Ница, Олбиа, Сан Тропе, Флоренција)
- Флајбе (Ексетер, Њукеј, Острво Ман [од 2. фебруар 2008.], Саутемптон)
- Флајглобспан (Единбург)
- Хело (Приштина)